# Континенталь (мінісеріал)
«Континенталь» (англ. The Continental) — американський мінісеріал, приквел до кінофраншизи «Джон Вік». Шоураннерами та сценаристами проєкту є Грег Кулідж та Керк Ворд. Прем'єра трисерійного мінісеріалу відбулася у 2023 році, в США — на стримінговій платформі Peacock у 2023, в інших країнах світу (крім Ізраїлю та Середнього Сходу) — на платформі Prime Video.

## Сюжет
У центрі оповідання — історія легендарного готелю «Континенталь» та молодого Вінстона Скотта в антуражі злочинного світу Нью-Йорка 1975 року.

## В ролях
- Колін Вуделл — Вінстон Скотт
- Мел Гібсон — Кормак
- Г'юберт Пойнт-Дю Жур — Майлз
- Джесіка Аллен — Лу
- Мішель Прада — Кей Ді
- Нунг Кейт — Ен
- Бен Робсон — Френкі
- Пітер Грін — дядько Чарлі
- Айомід Адеган — Харон
- Джеремі Бобб — Мейхью
- Кеті Мак-Грат — «Суддя»
- Рей Маккіннон — Дженкінс
- Адам Шапіро — Леммі
- Марк Мусасі — Гензель
- Марина Мазепа — Гретель

## Виробництво

### Розробка
У червні 2017 року стало відомо, що компанія Lionsgate займається попередньою розробкою персонажів та сюжету для телесеріалу, заснованого на кінофрашизі «Джон Вік». Спочатку планувалося, що в телевізійній адаптації візьме участь Кіану Рівз. У тому ж місяці було оголошено, що серіал стане приквелом до кінофрашизи, дія в ньому відбуватиметься за роки до подій, показаних у фільмах.
У січні 2018 року було оголошено, що телеканал Starz спільно з Lionsgate розпочав розробку телевізійної адаптації кінофрашизи «Джон Вік», що отримала назву «Континенталь».

### Прем'єра
У серпні 2022 року було оголошено, що серіал вийде не на каналі Starz, а на стрімінговій платформі Peacock. Його прем'єра відбулася у 2023 році.